# كربون عضوي كلي
الكربون العضوي الكلي هو كمية الكربون الموجودة في مركب عضوي وتستخدم غالبًا كمؤشر غير محدد لجودة الماء أو نظافة معدات الصناعات الدوائية. يمكن أن يشير الكربون العضوي الكلي أيضًا إلى كمية الكربون العضوي في التربة، أو في تكوين جيولوجي، وخاصة في صخر المصدر لحقول النفط الطبيعية؛ الحد الأدنى التقريبي هو 2%. محتوى الكربون العضوي الكلي للرواسب السطحية البحرية يقدر بنسبة 0.5% في عمق المحيط و2% على امتداد الحدود الشرقية.
يقيس التحليل المعتاد للكربون الكلي كلًا من الكربون العضوي الكلي الموجود والكربون غير العضوي الكلي المكمل، ويمثل الأخير كمية الكربون غير العضوي، كالكربون في المعادن الكربونية. للحصول على الكربون العضوي الكلي يمكن طرح الكربون غير العضوي الكلي من الكربون الكلي. من الأشكال الأخرى الشائعة لتحليل الكربون العضوي الكلي إزالة حصة الكربون غير العضوي الكلي أولًا ثم قياس الكربون المتبقي. تستخدم هذه الطريقة تنقية عينة معرضة للحمض بهواء خالٍ من الكربون أو نتروجين قبل القياس، لذا تسمى بمصطلح أكثر دقة: الكربون العضوي غير الممكن تنقيته.

## قياسه
بما أن كل محللات الكربون العضوي الكلي تقيس فعليًا الكربون الكلي فقط، فإن حساب الكربون العضوي الكلي يتطلب دومًا عمليات حسابية تزيل الكربون غير العضوي الموجود دومًا من الحسبان. من تقنيات التحليل تقنية تقوم على عملية ثنائية المراحل تسمى عادةً «كربون كلي - كربون غير عضوي» (تي سي - آي سي). تقيس هذه الطريقة كمية الكربون غير العضوي الناشئة من قسامة معرضة للحمض من عينة بالإضافة إلى كمية الكربون الكلي الموجود في العينة. يحسب الكربون العضوي الكلي عن طريق طرح الكربون غير العضوي من الكربون الكلي للعينة. يوظف نوع آخر من التقنيات تحميض العينة لإعطاء ثنائي أكسيد الكربون وقياسه ككربون غير عضوي، ثم أكسدة الكربون العضوي غير القابل للإزالة المتبقي. تدعى هذه الطريقة تحليل الكربون غير العضوي الكلي-الكربون العضوي غير القابل للإزالة (تي آي سي – إن بّي أو سي). من الطرق الأكثر استخدامًا والتي تقيس الكربون العضوي الكلي مباشرةً في العينة عن
طريق تحميض العينة أيضًا حتى تبلغ قيمة أس هيدروجيني (بّي إتش) 2 أو أقل لإطلاق غاز الكربون غير العضوي، ولكن في هذه الحالة إلى الهواء وليس للقياس. عندها يؤكسد غاز ثنائي أكسيد الكربون غير القابل للإزالة الموجود في القسامة السائلة لإطلاق الغازات. ترسل هذه الغازات بعدها إلى كاشف للقياس.
سواءً كان تحليل الكربون العضوي الكلي عن طريق (الكربون الكلي – الكربون غير العضوي)، أو طرق الكربون العضوي غير القابل للإزالة، فإنه قابل للتقسيم إلى ثلاث مراحل رئيسية:

### الكشف والتكميم
المرحلة الأولى هي تحميض العينة لإزالة الكربون غير العضوي وغازات الكربون العضوي القابل للإزالة. يعتمد اختيار إطلاق هذه الغازات للكاشف للقياس أو للهواء على نوع التحليل المستخدم، إذ يطلق الأول في حالة (تي سي – آي سي) والأخير في حالة الكربون العضوي الكلي أو (إن بّي أو سي).

#### التحميض
تسمح إضافة الحمض وحقن الغازات الخاملة لكل شوارد البيكربونات والكربونات بالتحول إلى ثنائي أكسيد الكربون، ويزال ناتج الكربون غير العضوي هذا مع أي بقايا من الكربون العضوي القابل للإزالة موجودة معه.

#### الأكسدة
المرحلة الثانية هي أكسدة الكربون في العينة المتبقية على شكل ثنائي أكسيد الكربون (سي أو 2) وغازات أخرى. تؤدي محللات الكربون العضوي الكلي مرحلة الأكسدة هذه عن طريق عدة عمليات:
- احتراق بدرجة حرارة عالية
- أكسدة محفزة بدرجة حرارة عالية
- الأكسدة الضوئية لوحدها
- الأكسدة الكيميائية الحرارية
- الأكسدة الضوئية الكيميائية
- أكسدة المحاليل الكهربائية
- الاحتراق بدرجة حرارة عالية

تحرق العينات المحضرة بدرجة حرارة 1200 مئوية في وسط غني بالأكسجين. يتحول كل الكربون الموجود إلى ثنائي أكسيد الكربون، ويتدفق عبر أنابيب تنقية ثنائي أكسيد الكربون لإزالة الشوائب كغاز الكلورين، وبخار الماء، ويقاس ثنائي أكسيد الكربون إما بامتصاصه إلى أساس قوي ثم وزنه، أو باستخدام كاشف أشعة تحت حمراء. تستخدم معظم المحللات المعاصرة أشعة تحت حمراء غير انتشارية (إن دي آي آر) لكشف ثنائي أكسيد الكربون. بالمقارنة مع الأكسدة المحفزة التقليدية بدرجة حرارة عالية، فإن الفائدة الكبرى لطريقة الاحتراق هي طاقة الأكسدة العالية، بحيث تزول الحاجة إلى محفزات الأكسدة.

### الأكسدة المحفزة بدرجة حرارة عالية
تحقن عملية يدوية أو آلية عينة في محفز بلاتيني عند درجة حرارة 680 درجة مئوية في وسط غني بالأكسجين. يقاس تركيز ثنائي أكسيد الكربون المولد بواسطة كاشف أشعة تحت حمراء غير انتشاري.
تتم أكسدة العينة بعد الحقن في الفرن، الذي يحول المادة القابلة للأكسدة في العينة إلى شكلها الغازي. ينقل غاز حامل خالٍ من الكربون ثنائي أكسيد الكربون عبر مصيدة رطوبة ومنقية هاليد لإزالة الرطوبة والهاليدات من تيار الغاز قبل وصوله إلى الكاشف. يمكن لهذه المواد أن تتدخل بكشف غاز ثنائي أكسيد الكربون. قد تكون طريقة الأكسدة المحفزة بدرجة حرارة عالية مفيدة في تلك التطبيقات التي يصعب فيها أكسدة المركبات، أو عند وجود المركبات العضوية ذات الوزن الجزيئي المرتفع، إذ توفر أكسدة كاملة للعضويات بما فيها المواد الصلبة والجسيمات الصغيرة بما يكفي لتحقن في الفرن. السيئة الكبرى في تحليل الأكسدة المحفزة بدرجة حرارة عالية هي عدم استقرار أساسها بسبب التراكم التدريجي للرواسب غير المتطايرة ضمن أنبوب الحرق. تغير هذه الرواسب باستمرار مستويات الكربون العضوي الكلي الخلفية ما يتطلب تصحيحًا مستمرًا لقيم الخلفية. بسبب حقن عينات المحاليل المائية مباشرةً في فرن ساخن جدًا، عادةً من الكوارتز، فإن قسامات صغيرة فقط (أصغر من ميليلترين وعادةً أصغر من 400 ميكرولتر) من العينة يمكن التعامل معها ما يجعل هذه الطرق أقل حساسية من طرق الأكسدة الكيميائية القادرة على هضم كمية أكبر بما يصل إلى عشرة أضعاف من العينة. أيضًا فإن المحتوى الملحي للعينات لا يحترق، وبالتالي فإنه يبني بالتدريج رواسب في أنبوب الاحتراق تسد في النهاية المحفز ما ينتج أشكالًا سيئة للذروة، وانخفاض الدقة أو الضبط، ما لم يتبع ذلك عمليات صيانة مناسبة. يجب إعادة توليد المادة المحفزة أو استبدالها عند الحاجة. لتفادي هذه المشكلة فقد طور المجال الصناعي عدة مفاهيم، كالفصل المصفوفي، والمفاعلات السيراميكية، والتحكم الأفضل بالعمليات أو الطرق التي لا تستخدم المحفزات.

### الأكسدة الضوئية (ضوء فوق بنفسجي)
في طريقة الأكسدة هذه، يؤكسد الضوء فوق البنفسجي وحده الكربون في العينة لإنتاج ثنائي أكسيد الكربون. توفر طريقة الأكسدة فوق البنفسجية الطريقة الأكثر موثوقية والأقل حاجة للصيانة من بين طرق تحليل الكربون العضوي الكلي في المياه عالية النقاوة.

### الأكسدة فوق البنفسجية/فوق الكبريتية
كما في طريقة الأكسدة الضوئية فوق البنفسجية، فإن الضوء فوق البنفسجي هو المؤكسد في هذه الطريقة، ولكن طاقة أكسدة التفاعل تزداد بإضافة المؤكسد الكيميائي، وهو مركب فوق الكبريت (بيرسلفات) عادةً. آليات هذا التفاعل كما يلي:
تشكل مؤكسدات الجذر الحر:
{\displaystyle \mathrm {S} _{2}\mathrm {O} _{8}^{2-}{\underset {hv}{\longrightarrow }}2\ \mathrm {SO} _{4}^{-\bullet }}
{\displaystyle \mathrm {H} _{2}\mathrm {O} {\underset {hv}{\longrightarrow }}\mathrm {H} ^{+}+\mathrm {OH} ^{\bullet }}
{\displaystyle \mathrm {SO} _{4}^{-\bullet }+\mathrm {H} _{2}\mathrm {O} \longrightarrow \mathrm {SO} _{4}^{2-}+\mathrm {OH} ^{\bullet }+\mathrm {H} ^{+}}
استثارة المواد العضوية:
{\displaystyle \mathrm {R} {\underset {hv}{\longrightarrow }}\mathrm {R} ^{*}}
أكسدة المواد العضوية:
{\displaystyle \mathrm {R} ^{*}+\mathrm {SO} _{4}^{-\bullet }+\mathrm {OH} ^{\bullet }\longrightarrow n\mathrm {CO} _{2}+\dots }
تشكل الطريقة الكيميائية فوق البنفسجية طريقة ذات صيانة منخفضة نسبيًا، وذات حساسية عالية للعديد من التطبيقات. ولكن هناك قيود تتعلق بالأكسدة في هذه الطريقة. من هذه القيود عدم الدقة المصاحبة لإضافة أي مادة غريبة في المادة المحلة وعينات ذات كميات مرتفعة من الجسيمات. بإجراء تحليل «النظام الفارغ»، أي تحليل كمية الكربون التي تضيفها المادة الكيميائية المضافة ثم طرح تلك الكمية، تنخفض نسبة الخطأ في الحسابات.. ولكن تحليل مستويات دون 200 جزء بالمليار من الكربون العضوي الكلي ما يزال أمرًا صعبًا.